# Giovanni Domenico Tiepolo
Giovanni Domenico Tiepolo lub Giandomenico Tiepolo (ur. 30 sierpnia 1727 w Wenecji, zm. 3 marca 1804 tamże) – włoski malarz, rysownik i grafik okresu rokoka.
Był synem Giovanniego Battisty Tiepola. Malarzami byli również jego brat Lorenzo Baldissera Tiepolo (1728-1777) i wuj Francesco Guardi.
Przez wiele lat był współpracownikiem swego ojca. Wraz z bratem Lorenzo pomagał ojcu przy dekoracji Villa Valarama w Vicenzy, Rezydencji w Würzburgu oraz Palacio Real w Madrycie. Z czasem wypracował swój własny styl. Malował obrazy religijne i historyczne. Zasłynął ze scen rodzajowych z życia Wenecji oraz commedia dell’arte. Był znakomitym rysownikiem (cykle: Divertimenti per li Regazzi – 1797, Wielka seria biblijna) oraz grafikiem (cykle: Ucieczka do Egiptu – 1753, Raccolta di teste – 1774).
Wykonał freski w rodzinnej willi w Zianigo (obecnie w Ca’ Rezzonico w Wenecji).

## Wybrane dzieła
- Ucieczka do Egiptu - (rysunek), (1748), 20 × 13,6 cm, Muzeum Narodowe w Warszawie
- Scena karnawałowa lub Menuet (1750), 75,5 × 120 cm, Luwr, Paryż
- Ostatnia Wieczerza - (ok. 1750), 77 × 87 cm, Muzeum Narodowe w Warszawie
- Śmierć św. Józefa - (ok. 1750), 42 × 50,5 cm, Zamek Królewski na Wawelu, Kraków
- Chrystus i jawnogrzesznica - (1751), 84 × 105 cm, Luwr, Paryż
- Obozowisko - (ok. 1752), 76 × 120 cm, Mittelrheinisches Landesmuseum, Moguncja
- Ostatnia Wieczerza - (1752), 99,2 × 150 cm, Rezydencja, Würzburg
- Ślub Fryderyka Barbarossy z Beatrice Burgundzką - (1752-53), 72,4 × 52,7 cm, National Gallery w Londynie
- Szarlatan - (1754-55), 81 × 110 cm, Luwr, Paryż
- Menuet - (1756), Museu National d’Art de Catalunya, Barcelona
- Koń trojański - (ok. 1760), 39 × 67 cm, National Gallery w Londynie
- Wypędzenie kupców ze świątyni - (1760), 104 × 195 cm, Muzeum Thyssen-Bornemisza, Madryt
- Opłakiwanie u stóp krzyża - (1755-60), 64,2 × 42,5 cm, National Gallery w Londynie
- Apoteoza Herkulesa - (ok. 1765), 102 × 86 cm, Muzeum Thyssen-Bornemisza, Madryt
- Bajarz - <(ok. 1770), 33,8 × 57,1 cm, Wadsworth Atheneum, Hartford
- Budowanie konia trojańskiego - (1773-74), 224,2 × 391,2 cm, Wadsworth Atheneum
- Medor i Angelika, Muzeum Uniwersytetu Jagiellońskiego, Kraków
- Ofiarowanie w świątyni, 40 × 48,5 cm, Galeria Obrazów Starych Mistrzów w Dreźnie
- Pokłon Trzech Króli, 43,2 × 57,5 cm, Wallraf-Richartz-Museum, Kolonia
- Porwanie Dejaniry (rysunek), 19,4 × 27,2 cm, Muzeum Narodowe w Warszawie
- Pulcinella i cyrkowcy, 196 × 160 cm, Ca’ Rezzonico, Wenecja
- Św. Roch, 44,7 × 32,7 cm, Museum der Bildenden Künste, Lipsk
- Zdjęcie z krzyża, 124 × 142 cm, Prado, Madryt

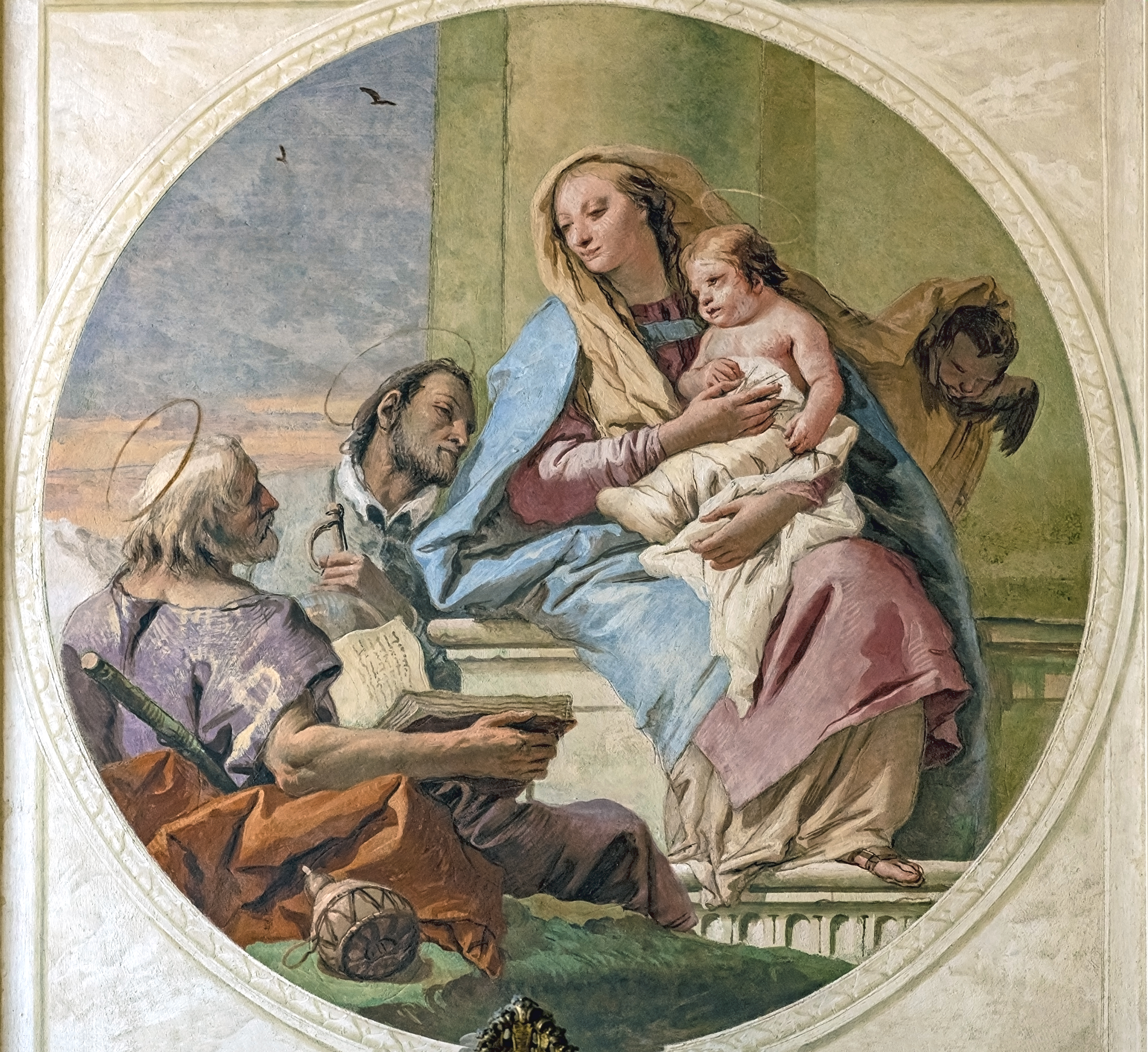
Święta Rodzina, 1749, Ca’ Rezzonico
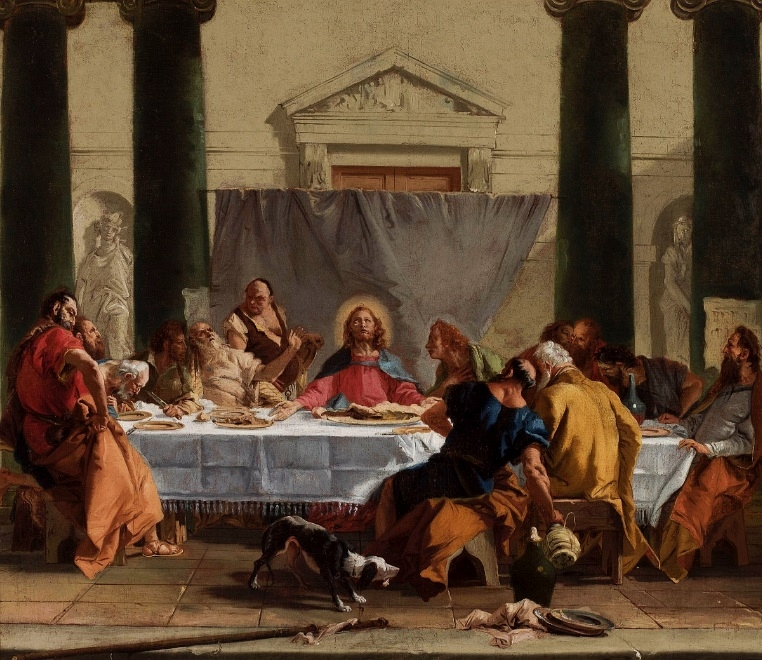
Ostatnia Wieczerza, ok. 1750, Muzeum Narodowe w Warszawie
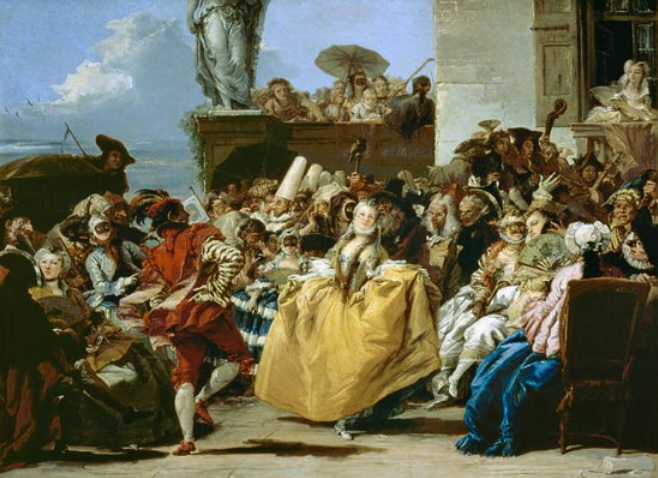
Scena karnawałowa lub Menuet, 1750, Luwr
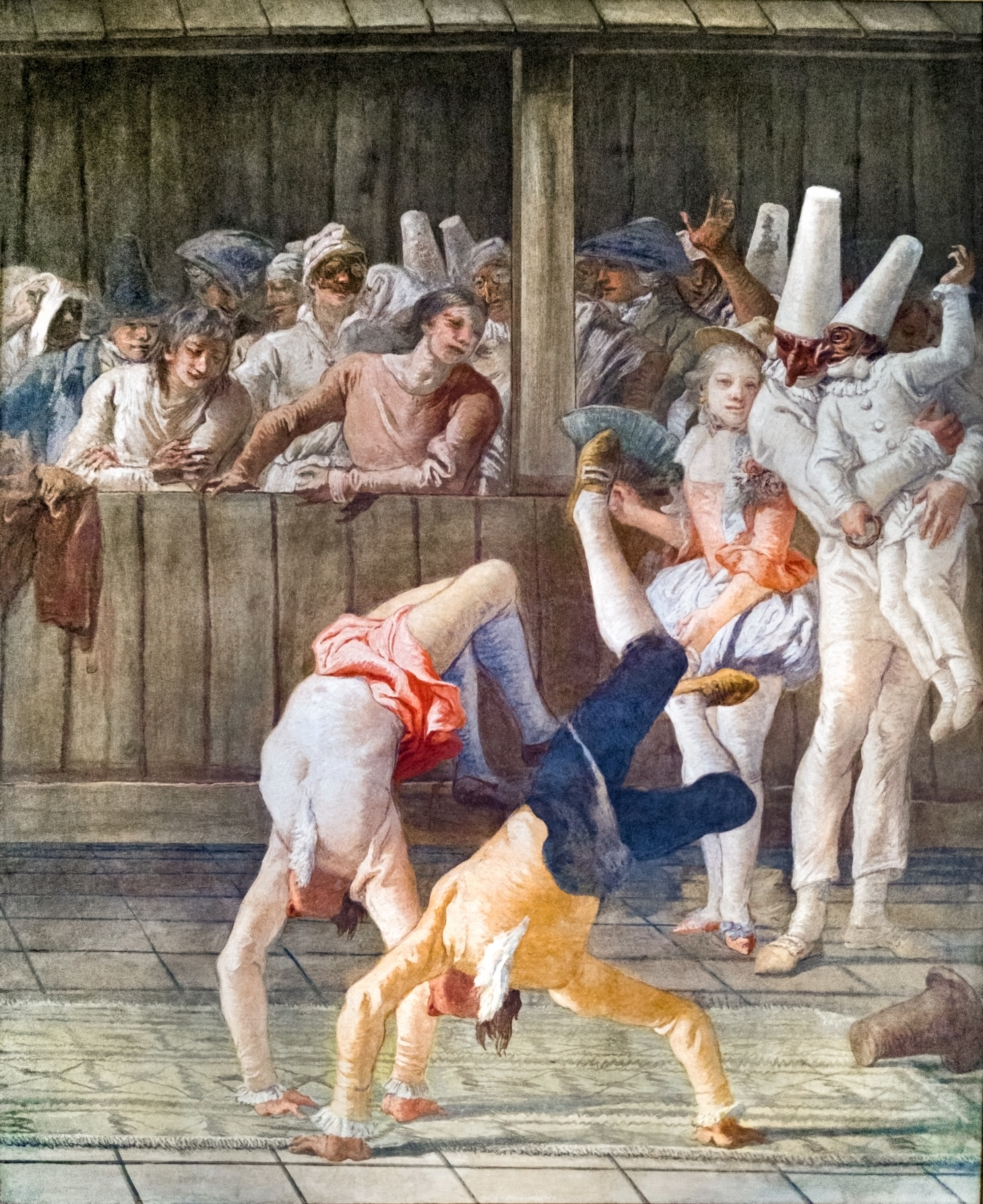
Pulcinella i akrobaci (fresk), 1790, Ca' Rezzonico